# Dystrykt Kasama
Dystrykt Kasama – dystrykt w północno-wschodniej Zambii w Prowincji Północnej. W 2000 roku liczył 170 929 mieszkańców (z czego 49,77% stanowili mężczyźni) i obejmował 35 020 gospodarstw domowych. Siedzibą administracyjną dystryktu jest Kasama.